# 八木佐吉
八木 佐吉（やぎ さきち、1903年（明治36年）8月28日 - 1983年（昭和58年）12月15日）は、昭和期の出版人、作家。丸善の歴史を代表する大番頭。

## 経歴
1903年（明治36年）東京府生まれ。1916年（大正5年）、麹町小学校を卒業し丸善に入社。洋書ストック係、出版企画課長、取締役洋書管理部長、丸善「本の図書館」館長などを歴任し、同社の“生き字引”と呼ばれた。また、自然科学書協会の目録や「学鐙」の編集のほか、和洋書籍の目録・編集を広く手掛け、洋古書の第一人者といわれる。

## 主な刊行物

### 著書
- 『洋書の周辺』日本古書通信社  1974
- 『書物往来』東峰書房  1975
- 『明治の銅版本』日本古書通信社  1977
- 『日本書誌学大系 シリーズ』青裳堂書店  1979（共著）
- 『ケルムスコット・プレス』日本古書通信社  1980

### 編集
- 『書物語辞典 : 英(独・仏・羅)-和』丸善 1976
- 『内田魯庵書物関係著作集 第3巻』青裳堂書店  1979

## 親族・家族
- 父は、神田古書店街に在り古書店業界の顔である八木書店創業者八木敏夫。

## 受賞
- 1981年 - 第14回文化人間賞 東京作家クラブ

## 研究文献

### 図書
- 出版ニュース社編『現代の出版人五十人集』出版ニュース社　1956年
- 木村毅著『丸善外史』丸善、1969年
- 池谷伊佐夫著『書物の達人』東京書籍、2000年
- 日外アソシエーツ編『20世紀日本人名事典』日外アソシエーツ、2004年
- 金沢文圃閣編集部編『出版書籍商人物事典 第2巻』金沢文圃閣 2010年

### 記事
- 『丸善「本の図書館」館長・八木佐吉氏』高梨 武臣,芦沢 明子、掲載誌 書誌索引展望 / 日本索引家協会 編 3(4) 1979-11 p.p29～34
- 『占領軍検閲の巨浪の中で--戦中・戦後,出版に生きた65年--八木佐吉さん』溝江昌吾、掲載誌 朝日ジャーナル / 朝日新聞社 [編] 23(14) 1981-04-03 p.p40～44
- 『八木佐吉著作目録』八木 福次郎、掲載誌 日本古書通信 / 日本古書通信社 [編] 49(2) 1984-02 p.p13～15